# Polyrhachis loweryi
Polyrhachis loweryi är en myrart som beskrevs av Kohout 1990. Polyrhachis loweryi ingår i släktet Polyrhachis och familjen myror. Inga underarter finns listade i Catalogue of Life.